# Deutsche Echtheitskommission
Die Deutsche Echtheitskommission (DEK) erstellt in Zusammenarbeit mit dem Deutschen Institut für Normung (DIN) und der International Organization for Standardization (ISO) Standards und Normen für die weltweit einheitliche und reproduzierbare Prüfung von Textilien.

## Geschichte
Die Deutsche Echtheitskommission wurde 1911 durch den Verein Deutscher Chemiker (VDCh) gegründet, um Untersuchungsverfahren zu entwickeln, die Eigenschaften der Farbstoffe verschiedener Produzenten zu vergleichen. Mitglieder der Kommission waren Vertreter der Textil- und Farbstoffindustrie sowie der Hochschulen. Der erste Vorsitzende war der Chemiker Adolf Lehne.
Nach dem Zweiten Weltkrieg wurde die Deutsche Echtheitskommission als eine Arbeitsgruppe des Fachnormenausschusses für Materialprüfung und Technik neu gegründet und wurde somit in das Deutsche Institut für Normung eingegliedert. Parallel dazu wurden
die Zusammenarbeit mit anderen internationalen Interessenverbänden intensiviert.
Seit 2008 ist die Deutsche Echtheitskommission eine selbständiger gemeinnütziger Verein, wobei die enge Verbindung zum DIN über den Normenausschuss DIN NA 062-05-11 AA (Farbechtheit von Textilien – Deutsche Echtheitskommission DEK e. V.) fortgeführt wurde.